# Atentado de la Ghriba (2002)

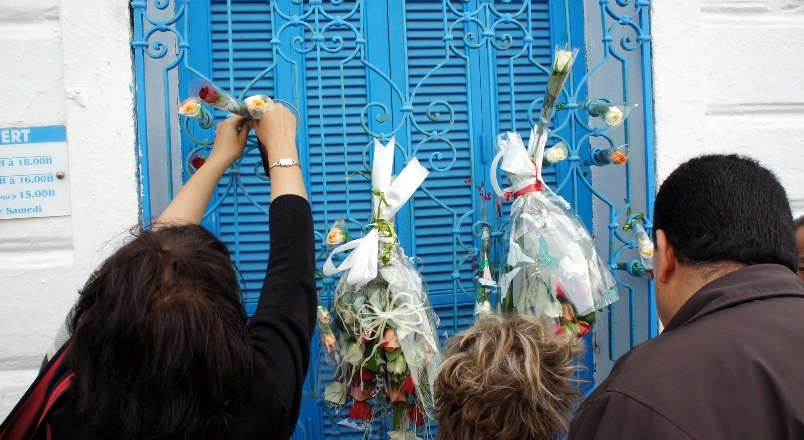
Flores em homenagem às vítimas do atentado numa janela da sinagoga em 11 de abril de 2012

O atentado de la Ghriba de 11 de abril de 2002 foi um ataque suicida levado a cabo por um terrorista islâmico na entrada da sinagoga de la Ghriba, em Djerba, sul da Tunísia. O atentado provocou 21 mortos e 30 feridos e foi levado a cabo por Nizar Naoua, um franco-tunisino de 25 anos com ligações à organização terrorista al-Qaeda, que reivindicou a autoria do ataque.
Além de Naoua, estiveram envolvidos no atentado um tio e um irmão do suicida, Christian Ganczarski, um cidadão alemão de origem polaca, o empresário espanhol Enrique Cerda e o empresário paquistanês residente em Espanha Ahmed Rukhsar. Todos eles, à exceção do tio de Nizar Naoua, mantiveram contactos com o célebre dirigente da al-Qaeda Khalid Sheikh Mohammed, preso em Guantánamo por ser suspeito de envolvimento nos ataques de 11 de setembro de 2001 em Nova Iorque.
A sinagoga de la Ghriba é o principal centro espiritual dos judeus de Djerba, uma das mais antigas comunidades judaicas do Norte de África e uma das últimas ainda existente no mundo árabe. Além disso, é um dos mais importantes santuários judaicos do Norte de África e segundo a lenda é uma das mais antigas, senão a mais antiga sinagoga do mundo.

## Descrição
O ataque consistiu na explosão dum camião cisterna de gás natural carregado de explosivos diante da sinagoga. Entre os mortos encontravam-se 14 turistas alemães, cinco tunisinos e duas pessoas de nacionalidade francesa.
Inicialmente as autoridades tunisinas apresentaram a explosão como um acidente, contudo um inquérito levado a cabo conjuntamente pelas autoridades da Tunísia, França e Alemanha rapidamente conclui que se tratou dum ataque deliberado organizado por agentes da rede terrorista al-Qaeda de Osama bin Laden, o que, depois de várias reclamações do atentado de credibilidade duvidosa, viria a ser confirmado por uma gravação sonora de Sulaiman Abu Ghaith, emitida pela cadeia de televisão árabe do Catar Al Jazira a 23 de junho. Nessa gravação, Abu Ghaith, conhecido como um dos porta-vozes da al-Qaeda, declarou que o atentado foi uma vingança pelas mortes de palestinianos — «[.. o ataque] foi levado a cabo pela rede da al-Qaeda. Um jovem não tolerava ver os seus irmãos mortos na Palestina [... ao mesmo tempo que] via judeus a divertindo-se em Djerba».
Nizar Naouar, um franco-tunisino de 25 anos morto na explosão, foi identificado como o autor suicida do ataque, para o qual teve a ajuda do seu tio Belgacem Naouar. Durante o inquérito apurou-se que ele fez crer aos seus familiares, originários de Ben Gardane, que tinha estudado turismo no Canadá entre 1999 e 2001, quando na realidade frequentava campos de treino da al-Qaeda no Afeganistão. No seu testamento, descoberto no esconderijo dum membro da al-Qaeda em Karachi em setembro de 2002, refere o «seu ódio aos judeus, americanos e aos regimes árabes ímpios que impedem os seus cidadãos de participar na jihad contra Israel» e indica ter agido sozinho.

## Consequências
As consequências judiciárias do ataque têm ramificações em diversos países para além da Tunísia, nomeadamente em França, Espanha e Paquistão.

### Tunísia
O tio do suicida, Belgacem foi preso no dia seguinte ao atentado e encarcerado numa prisão de Tunes. É interrogado, entre outros, pelo juiz antiterrorista francês Jean-Louis Bruguière. Os procuradores acusaram Belgacem de ter ajudado o sobrinho a montar uma cisterna cheia de gás no camião. Belgacem confirma que o sobrinho o tinha informado das suas intenções a 9 de abril, ou seja, dois dias antes do atentado. Incorrendo numa pena de morte, acaba por ser condenado a 7 de junho de 2006 a vinte anos de prisão por cumplicidade em assassinato com premeditação, participação em associação criminosa e cumplicidade na posse e fabrico de matérias explosivas.
Belgacem foi interrogado previamente pelo juiz Tarak Braham durante cerca de vinte minutos sem a presença dos seus advogados, que boicotaram o processo depois de terem pedido, em vão, ter conhecimento prévio do conteúdo dos interrogatórios dos juízes alemães. O réu negou as acusações contra si e afirmou ignorar completamente os desígnios terroristas do sobrinho, apenas reconhecendo tê-lo ajudado a comprar um veículo para ser usado num negócio. Em relação ao dinheiro e documentos de identificação de Nizar encontrados na sua posse, alegou ter sido o sobrinho a colocá-los sem o seu conhecimento.

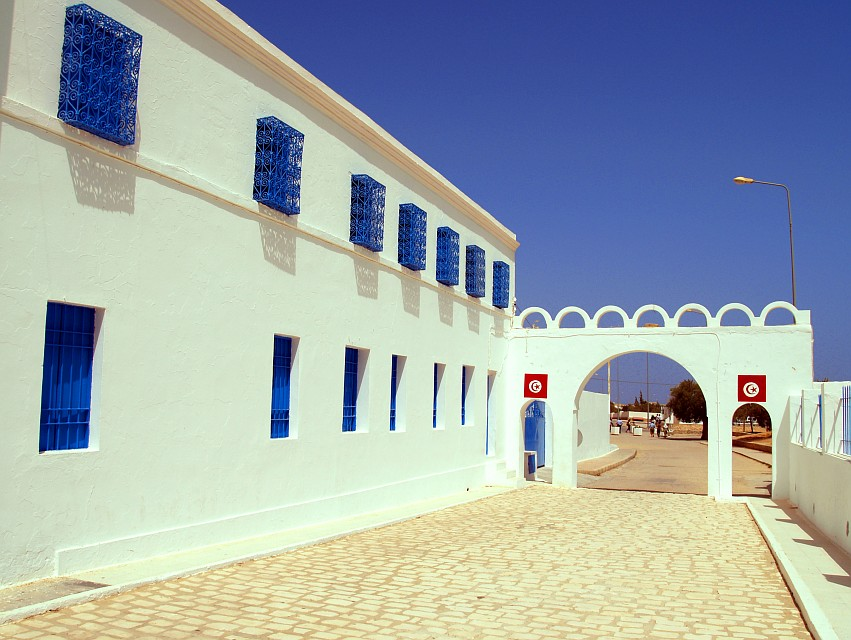
Interior do recinto da sinagoga atacada

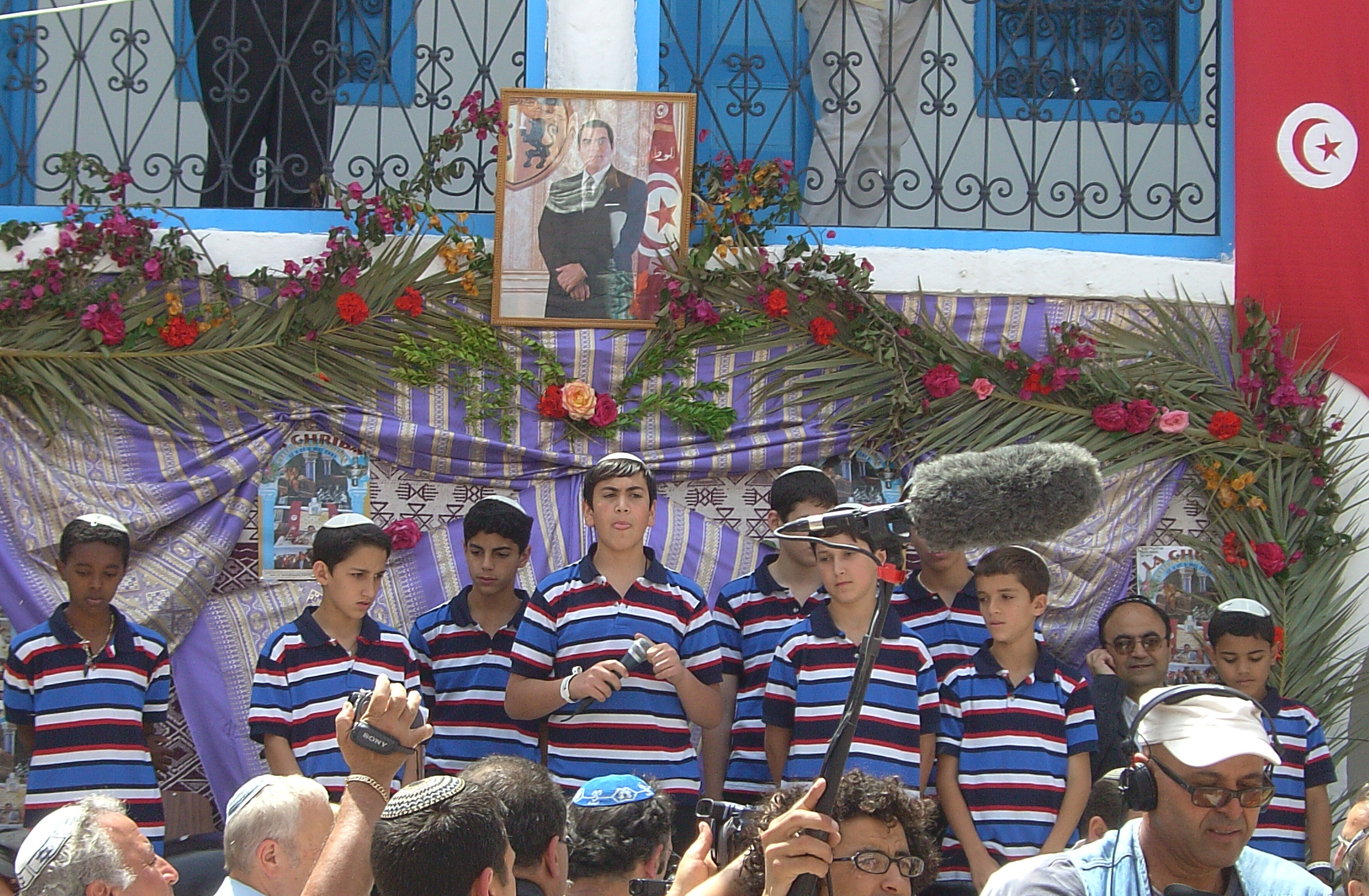
Coro juvenil de Jerusalém (Israel) em atuação no recinto da sinagoga em 2007

### França
Baseando-se no facto de duas das vítimas mortais no atentado — Paul Sauvage e Mohamed Elkamel Fatmi — terem nacionalidade francesa, foi aberto um processo num tribunal de Paris e a 17 de abril levadas a cabo buscas na casa da família Naouar em Vénissieux, no departamento do Ródano. Três membros da família são interrogados pelo juiz Bruguière, que dirige a instrução do processo. Entre esses familiares encontra-se Walid Naouar, o irmão mais novo do suicida, suspeito de ter comprado sob um nome falso, a 12 de março de 2002, um telefone por satélite Thuraya com o qual o seu irmão teria contactado o dirigente terrorista Khalid Sheikh Mohammed, para obter luz verde para cometer o atentado. Além disso, teria arranjado ao irmão um modem e documentos de identificação falsos. Tendo começado por negar esses factos, Walid acabou por confessar após a descoberta do telefone na Tunísia e foi preso a 12 de novembro. Foi encarcerado na prisão de Fresnes, nos arredores de Paris, onde terminou o ensino secundário e iniciou estudos superiores de história.
Considerado pelos investigadores um dos personagens centrais do processo, Christian Ganczarski é um cidadão alemão de origem polaca convertido ao Islão em 1986 que passou várias estadias no Paquistão e Afeganistão entre 1999 e 2001. Suspeito de ser um membro importante da al-Qaeda, supõe-se que foi ele quem planeou a operação, tendo dado a sua "bênção espiritual" a Nizar Naouar durante uma chamada telefónica na manhã do atentado — ambos os homens encontraram-se em várias ocasiões a partir de 2000. Ganczarski foi interrogado a 3 de junho de 2003 no aeroporto de Paris-Roissy, após ter sido expulso da Arábia Saudita. No final do inquérito, Ganczarski e Khalid Cheikh Mohammed são processados por cumplicidade em assassinato relacionado com terrorismo. Khalid é objeto dum mandato de captura internacional, pois é considerado o comandatário e financiador da operação; Naouar ligou-lhe para o Paquistão antes de contactar Ganczarski.
A 5 de janeiro é iniciado o julgamento dos três homens, acusados de "cumplicidade e tentativas de assassinato com relação com uma iniciativa terrorista" num tribunal especial de Paris. Cheikh Mohammed não comparece, pois está preso pelos americanos em Guantánamo, onde está a ser julgado pelo seu papel nos ataques de 11 de setembro de 2001. A 28 de fevereiro o tribunal decide julgar o seu caso separadamente. No final do julgamento, Ganczarski e Naouar são condenados, respetivamente, a 18 anos e 12 de prisão, penas inferiores às pedidas pela acusação (30 e 15 anos de reclusão).

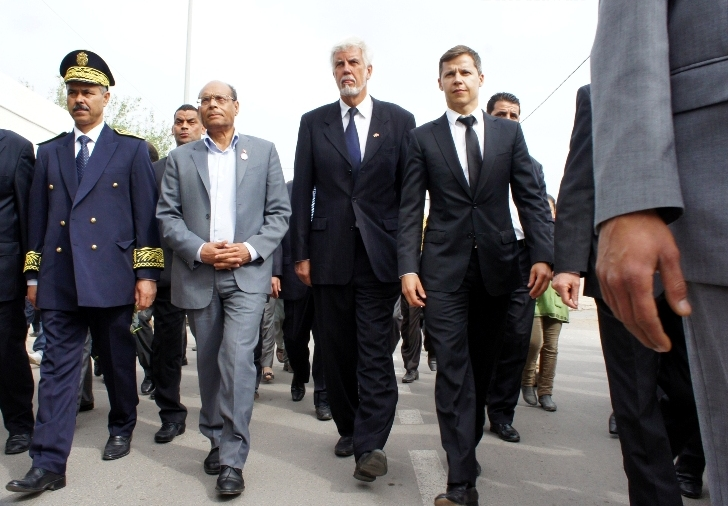
Cerimónia de homenagem às vítimas em 11 de abril de 2012; da esquerda para a direita: Moncef Marzouki, presidente da república da Tunísia, Horst-Wolfram Kerll, embaixador da Alemanha na Tunísia, e Boris Boillon, embaixador de França na Tunísia

### Espanha
Em março de 2003, cinco pessoas acusadas de terem financiado o ataque foram presas em Espanha. Entre os presos encontravam-se o empresário espanhol Enrique Cerda e o paquistanês Ahmed Rukhsar, que foram condenados a cinco anos de prisão a 10 de maio de 2006. Cerda tinha ligações financeiras com vários membros da al-Qaeda, nomeadamente Khalid Sheikh Mohammad, não tendo apresentado qualquer explicação coerente para o facto de diversos terroristas possuírem o seu número de telefone. Rukhsar foi condenado por ter doado mais de dois milhões de dólares à al-Qaeda, incluindo 7 200 na véspera do atentado.

## Homenagem em 2012
No décimo aniversário do atentado, a 11 de abril de 2012, foi organizada uma cerimónia de homenagem às vítimas. Esta teve a participação do presidente da república da Tunísia Moncef Marzouki, do embaixador da Alemanha na Tunísia Horst-Wolfram Kerll e do embaixador de França na Tunísia Boris Boillon, que participaram juntos numa marcha silenciosa em memória dos defuntos. O presidente tunisino encontrou-se com as famílias das vítimas que assistiram à cerimónia e pronunciou um discurso em nome do estado tunisino no qual abominou o ato e, em nome do povo tunisino, exprimiu a sua compaixão e solidariedade para com as vítimas e as suas famílias.